# Galium megalanthum
Galium megalanthum är en måreväxtart som beskrevs av Pierre Edmond Boissier. Galium megalanthum ingår i släktet måror, och familjen måreväxter. Inga underarter finns listade i Catalogue of Life.